# Donna De Varona
Donna Elizabeth de Varona,  née le 26 avril 1947 à San Diego, est une ancienne nageuse américaine.

## Biographie
De Varona était la plus jeune nageuse à concourir aux Jeux olympiques d'été de 1960. Aux Jeux suivants, elle a remporté la médaille d'or du 400 m quatre nages et le relais 4 × 100 m nage libre.
Durant sa carrière, elle a établi 18 différents records. Elle s'est retiré de la compétition en 1964, peu après les Jeux,,.
Donna fait partie du club des Champions de la Paix de Peace and Sport. C'est un collectif de plus de 100 sportifs de haut niveau engagés personnellement en faveur du mouvement de la paix par le sport.
Donna De Varona est la sœur aînée de l'actrice Joanna Kerns

## Palmarès

### Jeux olympiques d'été
- Natation aux Jeux olympiques de 1964 à Tokyo ( Japon)
  -  Médaille d'or du 400 m nage libre
  -  Médaille d'or du relais 4 × 100 m 4 nages

## Hommage
- 2003 : cérémonie d'admission de Donna de Varona au National Women's Hall of Fame[4].